# Lac Aheru
Le lac Aheru (en estonien : Aheru järv) ou lac Kandsi (en estonien : Kandsi järv)  est un lac dans le comté de Valga en Estonie,.

## Géographie
Le lac est situé dans la commune de Valga à 3,5 kilomètres à l'est du village de Koikküla.  
Le lac Aheru a une superficie de 244,7 hectares.
Sa longueur maximale est de 2,68 kilomètres, sa largeur maximale est de 1,85 kilomètres et la longueur de son  rivage est de 10,09 kilomètres,.
Le lac est situé à 69,3 mètres d'altitude. 
Sa profondeur maximale est de 6,7 mètres et sa profondeur moyenne est de 4 mètres.
L'endroit le plus profond se trouve dans la partie nord-est du lac.
Le lac a un faible débit de renouvellement.
Le niveau d'eau du lac Aheru a été abaissé à deux reprises en 1927-1928 et en 1940.
Le lac est entouré de buttes et de dunes couvertes de forêts, au nord se trouve la colline Kansi Kõrgemägi de 99,5 mètres de haut, à l'ouest se trouve la colline Oore Lustimägi. 
Au sud-ouest du lac se trouvent des champs, à l'est et au nord des prairies, au nord-est se trouve le marais de Kansi. 
Au nord-ouest, le lac est relié à Mudajärvi, qui faisait autrefois partie du lac Aheru, par le détroit Navel. L'étroite péninsule boisée d'Oore s'étend à l'ouest du lac, l'isthme long et étroit Puugisaar pénètre dans le lac au sud, ce qui sépare les baies de Karaski et de Järvevahi du lac. 
Les rives sont plates, majoritairement sablonneuses et graveleuses, mais boueuses dans la partie sud. 
Le fond s'approfondit uniformément, ce n'est qu'à la péninsule d'Oore que le lac devient soudainement profond. Le fond est sablonneux, parfois caillouteux, et dans ses parties les plus profondes il recouvert de boue dont l'épaisseur peut atteindre 1 à 2 mètres par endroits.
La végétation riveraine est dominée par les carex et les roseaux.
Parmi les poissons, on trouve la brème commune, la Sandre, le brochet, la perche commune, le gardon et la tanche.

## Galerie

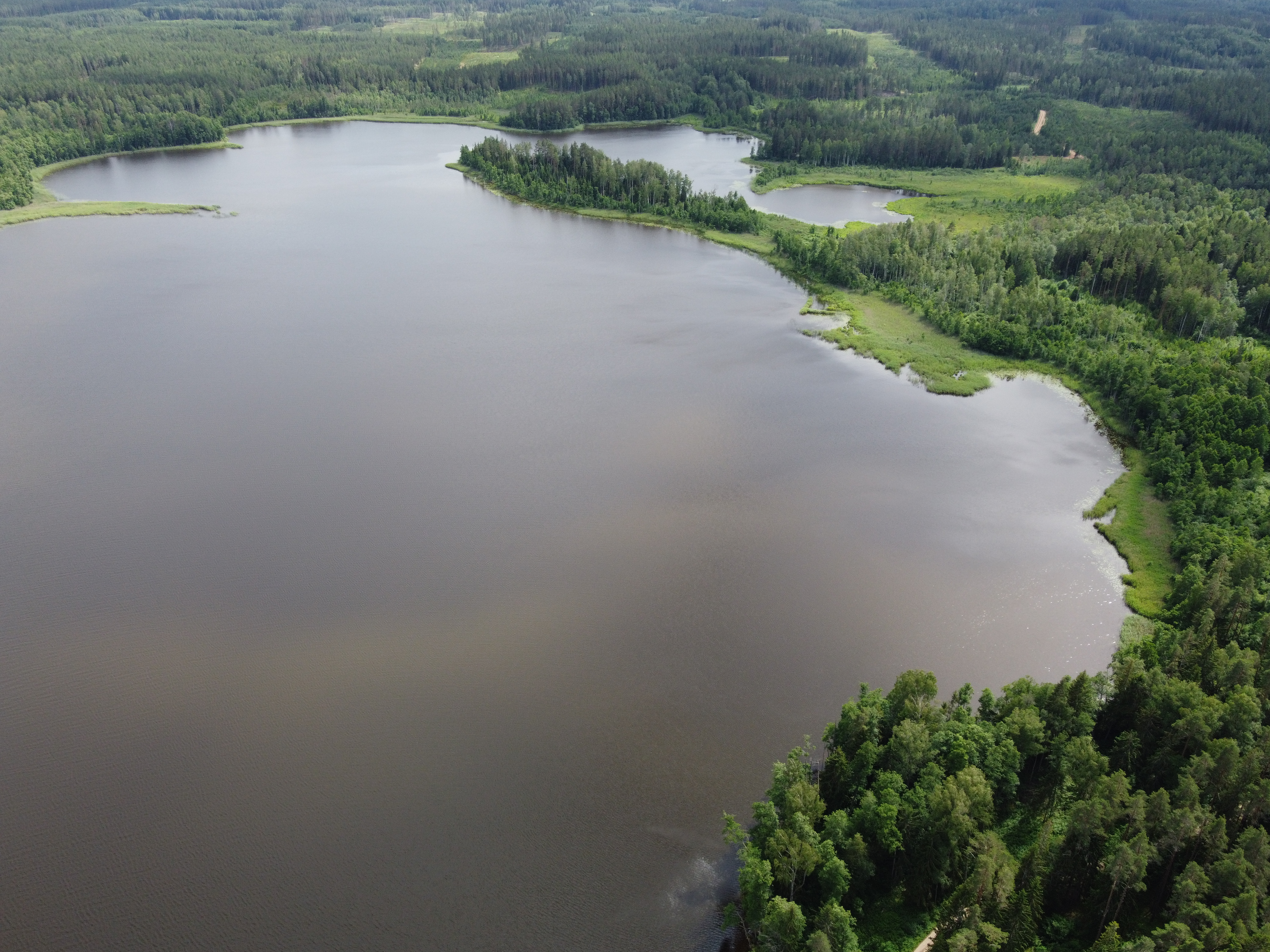
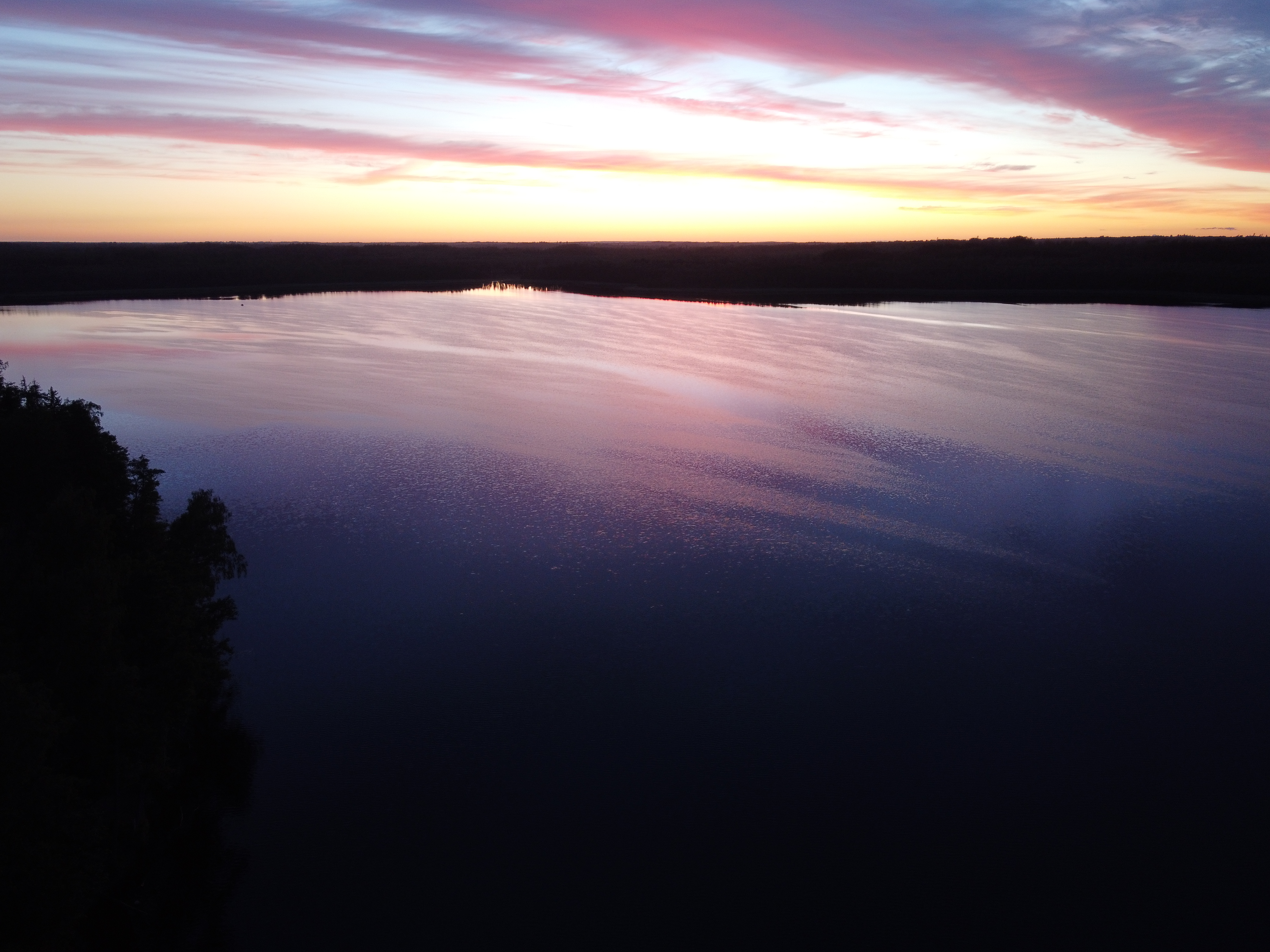